# Propuesta de bandera para la Patagonia argentina
La bandera de la Patagonia argentina es una bandera propuesta para representar esa región geográfica de Argentina. Fue presentada en la localidad de Las Grutas, provincia de Río Negro, Argentina, en diciembre de 2011 y su autor es Sergio Pérez.
La bandera, aunque no es oficial, fue declarada "de interés municipal" por la municipalidad de San Antonio Oeste, municipio al que pertenece el balneario de Las Grutas, mientras que la legisladora de Río Negro, Marilin Gemignani, anunció que llevaría el proyecto ante la legislatura provincial y el Parlamento Patagónico.

## Diseño
Según el significado del autor, el color azul oscuro representa al cielo sin contaminación de las noches invernales, en tanto que la franja de color rojo oscuro simboliza el río Colorado (límite norte de la región) y la sangre derramada por los pueblos originarios durante la Campaña del Desierto, a la vez que el blanco señala la pureza del "ser patagónico", la espuma del mar argentino, los hielos Continentales y la nieve de las cumbres de la cordillera. La Cruz del Sur simboliza la posición austral de la zona.

## Proyecto de 1988
Además de este proyecto, existe una bandera patagónica no oficial creada en 1988 por Alberto Enrique Cataldo, inscripta en la Dirección Nacional de Derechos de Autor y que posee cierto reconocimiento oficial por parte de entidades, organizaciones y algunos municipios de la Provincia del Chubut.

### Diseño
La bandera, está conformada por los colores de la bandera de Argentina (celeste y blanco) y un aro color oro que posee en su interior los siguientes elementos: una punta de flecha aborigen (color marrón), un mapa de la región, la Cruz del Sur y una corona de laureles.

## Banderas relacionadas

Bandera de la Colonia Galesa en la Patagonia
Bandera alternativa